# Maria Werneck de Castro
Maria Morais Werneck de Castro (Río de Janeiro, 1909— ibíd., 1994) fue una abogada, militante comunista, y feminista brasileña.

## Biografía
Maria de Moraes Werneck de Castro nació en el Barrio Laranjeiras, y era hija del abogado Justo de Moraes y de Herminia Cresta Mendes de Moraes, siendo nieta paterna del mariscal Luiz Mendes de Moraes, que fue ministro de Guerra, en 1909.  Se recibió de abogada, desarrollandop actividades profesionales como consultora de la "Caja Económica Federal".
Se casó con el militante comunista Luis Werneck de Castro, también abogado. Hacia el final de su vida, Maria Werneck se dedicó a la educación, siendo profesora de portugués y de historia, en el curso Bandeirantes: materia  preparatoria para la admisión al Gimnasio. Llegó a Directora. Fue muy amiga de la familia Prestes, de Luiz Carlos Prestes y de su hermana Clotilde Prestes. 
Militante comunista, luchó por los derechos al sufragio femenino, desde 1930. Participó de la Federación Brasileña por el Progreso Femenino, y de la Liga Antifascista. Fue compañera de militancia de Nise da Silveira y de Olga Benário Prestes, a quien conocía como Maria Prestes, habiendo sido Olga acusada de ser una de las líderes de la Revuelta Comunista de 1935. Maria Werneck debió exiliarse a Argentina. Con la entrada en la ilegalidad del Partido Comunista Brasileiro, en 1947, siguió actuando en el Movimiento Unitario de los Trabajadores e Intelectuales.

## Algunas publicaciones
- maria Werneck de Castro 1999. Sala 4: primeira prisão política feminina. Editor CESAC. 105 pp.

## Honores
- 1992: homenajeada en Mangueira
- Medalla del Movimiento por la Amnistía Política

### Epónimos
- CIEP 323 Colegio Maria Werneck de Castro, Irajá, Río de Janeiro